# STEP BY STEP (ZIGGYの曲)
「STEP BY STEP」（ステップ・バイ・ステップ）は、ZIGGYの11枚目のシングル。

## 概要
- 前作の「君をのせて」に続く、2ヶ月連続リリースの第二弾。
- アニメ『名探偵コナン』の初代エンディングテーマとして、第1話〜第26話まで起用された。リリース用にリテイクしたため、アニメで使用された短縮バージョン（未音源化）とはやや異なっている。
- カップリング曲はオリジナル・アルバム未収録。アニメ『名探偵コナン』の挿入歌として一度使用された。
- アニメオムニバス「名探偵コナン主題歌集」には2曲とも収録されている。

## 収録曲
| 全作詞・作曲: 森重樹一。 |                                      |          |            |      |
| #                        | タイトル                             | 作詞     | 作曲・編曲 | 時間 |
| 1.                       | 「STEP BY STEP」                     | 森重樹一 | 森重樹一   | 4:26 |
| 2.                       | 「HAPPY END」                        | 森重樹一 | 森重樹一   | 3:10 |
| 3.                       | 「STEP BY STEP」(オリジナルカラオケ) | 森重樹一 | 森重樹一   | 4:26 |
| 合計時間:                | 合計時間:                            | 12:02    |            |      |

| テレビアニメ『名探偵コナン』エンディングテーマ 1996年1月8日 - 1996年7月29日 |                        |                                  |
| 前作: -                                                                     | ZIGGY 『STEP BY STEP』 | 次作: heath 『迷宮のラヴァーズ』 |